# Monterosso Almo
Monterosso Almo er en italiensk by (og kommune) i regionen Sicilien i Italien, med omkring 2.783(2023) indbyggere.  